# تیم ملی فوتبال زیر ۲۳ سال برونئی
تیم ملی فوتبال زیر ۲۳ سال برونئی (به انگلیسی: Brunei national under-23 football team) تیم فوتبال جوانان کشور برونئی است و زیر نظر فدراسیون فوتبال برونئی فعالیت می‌کند. این تیم نمایندهٔ برونئی در بازی‌های المپیک و بازی‌های آسیایی است.